# Marian Żebrowski

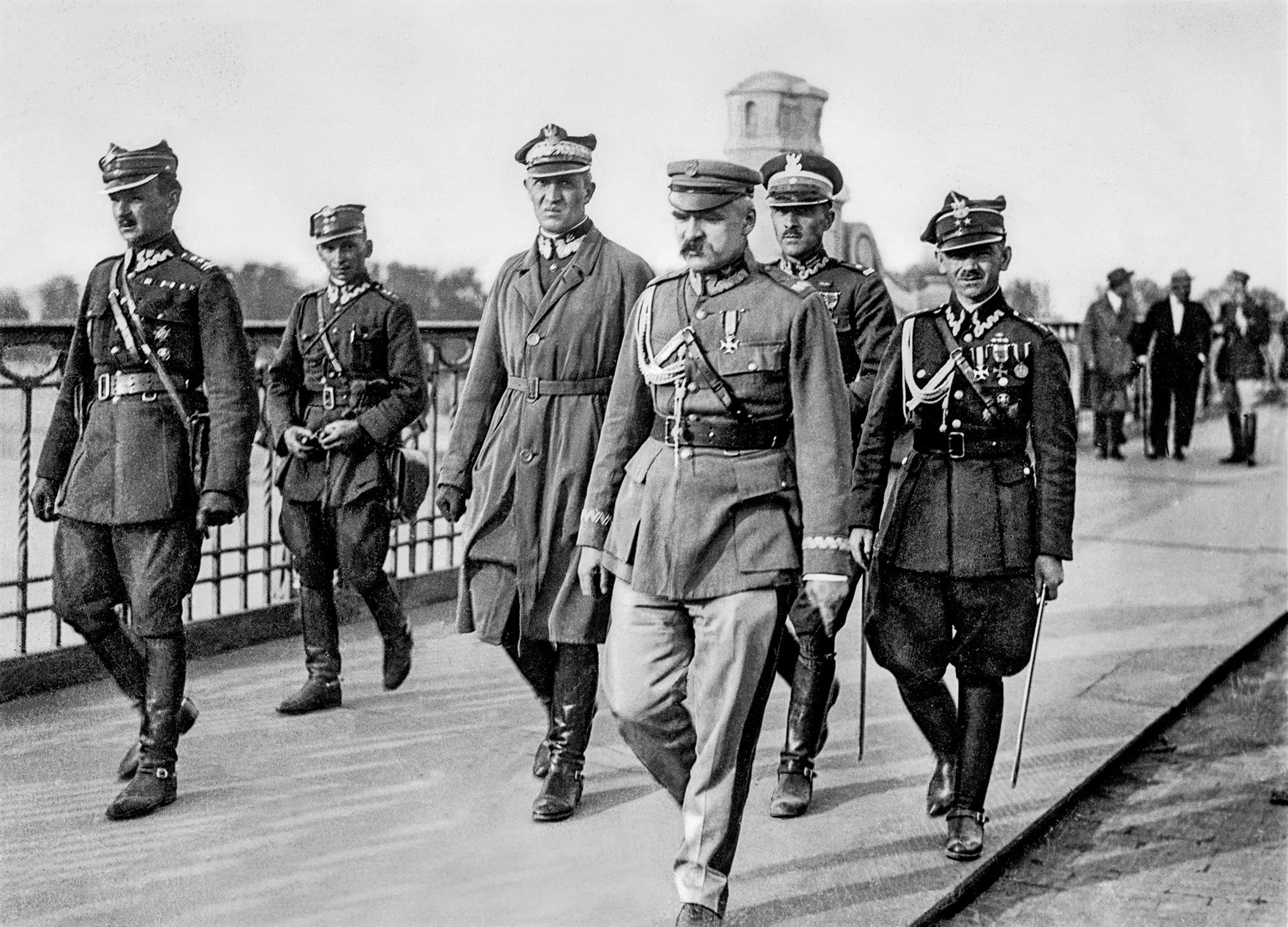
Marian Żebrowski (drugi z lewej) podczas przewrotu majowego.

Marian Włodzimierz Żebrowski (ur. 28 grudnia 1896 w Puławach, zm. 24 września 1992 w Warszawie) – major broni pancernych Wojska Polskiego, mianowany przez władze RP na uchodźstwie pułkownikiem.

## W II Rzeczypospolitej
Syn Zdzisława i Anny z Prokopowiczów. Absolwent Gimnazjum Filologicznego w Lublinie. W listopadzie 1918 r. wstąpił do 7 pułku ułanów. W marcu 1920 r. odkomenderowany został na studia architektoniczne na Politechnice Warszawskiej. Ukończył kurs wojenny Szkoły Podchorążych. Od czerwca 1920 r. walczył na froncie litewsko-białoruskim. Do 1930 r. służył w 7 pułku Ułanów Lubelskich. W 1930 r. został przeniesiony do 2 szwadronu samochodów pancernych w Warszawie na stanowisko młodszego oficera (dowódcy plutonu). W latach 1930–1936 pełnił służbę w 1 dywizjonie samochodów pancernych, a w latach 1936–1939 w Dowództwie Broni Pancernych MSWojsk. na stanowisku kierownika Referatu Wyszkolenia. W 1937 r. został przeniesiony z korpusu oficerów kawalerii do korpusu oficerów broni pancernych z równoczesną zmianą nazwy posiadanego stopnia rotmistrza na kapitana.

## W PSZ na Zachodzie
Na front wyruszył jako dowódca oddziałów zaopatrywania 1 Dywizji Pancernej. Ciężko ranny w bitwie pod Falaise odesłany został do Anglii. Po rekonwalescencji, w maju 1945 r. został komendantem Szkoły Służby Zaopatrywania i Transportowej, a następnie szefem Służby Zaopatrywania i Transportowej I Korpusu Polskiego. W 1948 r. zwolniony został z Polskiego Korpusu Przysposobienia i Rozmieszczenia i przeniesiony do rezerwy. Pozostał na emigracji. Pełnił funkcję Prezesa Koła Żołnierzy dowództwa I Korpusu. Wydawał zeszyty historyczne „Ułani Lubelscy”. Był pierwszym redaktorem „Przeglądu Zrzeszenia Kół Pułkowych Kawalerii”, a następnie „Przeglądu Kawalerii i Broni Pancernej”.
Zmarł 24 września 1992 r. w Warszawie. Został pochowany na cmentarzu parafialnym przy ul. Piaskowej w Puławach.

## Wybrane publikacje
- Księga dziejów: 7 Pułku Ułanów Lubelskich im. Generała Kazimierza Sosnkowskiego, współautorzy: Józef Smoleński, Józef Smoleński-Kolec,

Polish Cultural Foundation, 1969
- Generał broni Kazimierz Sosnkowski: szef 7. Pułku Ułanów Lubelskich, Koło Żołnierzy 7. Pułku Ułanów Lubelskich, 1970
- Zarys historii polskiej broni pancernej, 1918–1947, White Eagle Press Limited (T.U.), 1971
- 4 Batalion Pancerny, White Eagle Press - Stanisław Janicki, 1980
- Pluton trębaczy 7 Pułku Ułanów Lubelskich im. Gen. Kazimierza Sosnkowskiego: (na tle muzyki konnej Wojska Polskiego, poczynając od XVII wieku), Nakł. Koła Żołnierzy 7. Pułku Ułanów Lubelskich im. gen. K. Sosnkowskiego, 1981
- Konie 7 Pułku Ułanów Lubelskich im. gen. Kazimierza Sosnkowskiego, Poets and Painters Press, 1987, ISBN 0-948668-96-2, ISBN 978-0-948668-96-8

## Stanowiska służbowe
- dowódca plutonu
- oficer ewidencyjny
- adiutant szwadronu
- zastępca dowódcy szwadronu ułanów (do 1930)
- dowódcą plutonu samochodów pancernych
- adiutant szwadronu
- dowódca szwadronu samochodów pancernych (do 1936)
- kierownik Referatu Wyszkolenia w Dowództwie Broni Pancernych MSWojsk. − 1936 do 1939
- szef sztabu 4 batalionu czołgów – 1939 (Francja)
- dowódca szwadronu czołgów w 1 dywizjonie rozpoznawczym
- p.o. dowódcy 67 batalionu czołgów − od 1 sierpnia 1941
- zastępca dowódcy 67 batalionu
- kwatermistrz 16 Brygady Pancernej − od stycznia 1942
- dowódca Oddziałów Zaopatrywania 1 Dywizji Pancernej − od stycznia 1944
- komendant Szkoły Służby Zaopatrywania i Transportowej − od maja 1945
- szef Służby Zaopatrywania i Transportowej I Korpusu Polskiego  − od listopada 1945[1]

## Awanse
Marian Żebrowski awansowany został w latach:
- podporucznik – 1 stycznia 1921
- porucznik - 1922
- rotmistrz – 22 lutego 1934 ze starszeństwem z dniem 1 stycznia 1934 i 7. lokatą w korpusie oficerów kawalerii
- major – 1944
- podpułkownik – 1964
- pułkownik – 1990

## Ordery i odznaczenia
- Krzyż Oficerski Orderu Odrodzenia Polski (3 maja 1973)[2]
- Krzyż Kawalerski Orderu Odrodzenia Polski
- Krzyż Walecznych (dwukrotnie)
- Medal Niepodległości (16 marca 1937)[3]
- Srebrny Krzyż Zasługi
- Krzyż Wojenny ze złotą gwiazdką (Francja)
- Medal 10 Rocznicy Wojny Niepodległościowej (Łotwa)[4]